# Choele
Choele è un film del 2013 diretto da Juan Sasiaín.

## Trama
L'undicenne Coco va a stare a casa del padre per trascorrere alcuni giorni delle vacanze estive insieme. Finirà per innamorarsi della giovane donna che vive col padre e si contenderà col genitore il suo amore.

## Riconoscimenti
- 2013 - Festival internazionale del cinema di Mar del Plata
  - Candidato come miglior film latino-americano
- 2015 - Academy of Motion Picture Arts and Sciences of Argentina
  - Candidato al Award of the Argentinean Academy per il miglior nuovo attore a Lautaro Murray
  - Candidato al Award of the Argentinean Academy per la miglior musica a Gustavo Pomeranec